# Transmissor d'ona llarga de Beidweiler
El transmissor d'ona llarga de Beidweiler és un transmissor de radiodifusió d'alta potència per a l'emissora francòfona RTL en la freqüència d'ona llarga 234 kHz. Es troba a Luxemburg, al poble de Beidweiler i es va posar en servei el 1972 com a reemplaçament del transmissor d'ona llarga de Junglinster.
Utilitza una antena direccional que consta de tres torres subjectades d'una alçada de 290 metres, cadascuna equipada amb una antena engabiada. La sortida d'aquesta antena es dirigeix principalment cap a París.
El transmissor, que tenia en el moment d'inauguració una potència de transmissió de 1400 kW i que va augmentar fins a 2000 quilowatts el 1974, és dels més potents de radiodifusió del món. El 1994 els transmissors de la instal·lació van ser reemplaçats per nous dispositius del tipus Thomson-Csf TRE 2175. El 2019 el lloc va ser eixamplat amb un parc solar de 7000 MWh, el primer d'aquesta mida a Luxemburg.